# Цибуля Штутгартер Різен
Шту́тгартер Рі́зен (Штутгарт [цибуля]; Stuttgarter Riesen; рос. Штутгартер Ризен) — популярний сорт цибулі ріпчастої жовтої німецької селекції.
Холодостійка, вологолюбива культура. Насіння проростає за температури 3-5°С. У фазі 1-2 листків сходи переносять приморозки до мінус 3-5°С.
Висівають рано навесні (у лютому — квітні: II—IV) або на зиму — друга половина серпня.  Норма висіву 10 кг/га або 1 г/м². Ширина міжрядь 45 см, глибина заробки насіння 2 см.